# Asociace konferenčních tlumočníků
Asociace konferenčních tlumočníků (ASKOT) je profesní organizace konferenčních tlumočníků, působících v České republice, první a dosud jediná po zmařeném pokusu z roku 1968. Asociace byla založena 19. ledna 1990 jako výběrové stavovské sdružení, k jehož členství je třeba prokázat odborné i etické kvality a zkušenosti. V roce 2015 měla přibližně 100 řádných členů. V lednu 2007 se ASKOT dohodl s Jednotou tlumočníků a překladatelů (JTP) na přidružení. 1. srpna 2014 se stal členem Mezinárodní federace překladatelů (FIT) a zapojil se do práce jejího evropského střediska. ASKOT se podílí na pořádání vzdělávací akce JTP Jeronýmovy dny a v soutěži Slovník roku dotuje cenu za překladový slovník.